# Agatha (Califórnia)
Agatha é um antigo assentamento no Condado de Merced, Califórnia. Foi localizado a 7 milhas (11 km) leste-sudeste de Los Banos entre Los Banos e South Dos Palos.